# Heublumen
Heublumen (Flores graminis), auch Grasblüten genannt, sind ein Detritus-Gemisch von Blütenteilen, Samen, kleineren Blatt- und Stängelstücken verschiedener Wiesenpflanzen. Sie bestehen vornehmlich aus den Gräsern Quecke, Trespe, Wiesen-Lolch, Wiesen-Schwingel, Wiesen-Lieschgras, Wiesen-Fuchsschwanz, Ruchgras und Knäuelgras. 
Neben den im Pflanzenreich überall vorkommenden Stoffen können in unterschiedlichen Mengen Flavonoide, Gerbstoffe, ätherische Öle, Cumarine und Furanocumarine nachgewiesen werden.

## Herkunft
Die Verwendung von Heublumen als Heilmittel reicht weit zurück. Sebastian Kneipp, ein Pionier der Naturheilkunde, erkannte ihre heilenden Eigenschaften und nutzte sie zur Schmerzlinderung und Entspannung. Die Geschichte der Heublumen ist eng mit der ländlichen Kultur und der Nutzung natürlicher Ressourcen für die Gesundheitspflege verwoben.

## Produktion
Das geerntete Heu wird durch mehrfaches Sieben von groben Stängelteilen, Sand, Staub und Erde befreit. Auf dem Land gelten als Heublumen alle Pflanzenteile, die auf der Tenne von der Heugabel nicht erfasst werden. Nicht selten liegt eine dicke Heublumenschicht auf dem Tennenboden.

## Verwendung
Die Volksmedizin gebraucht Heublumen für Umschläge, Auflagen und Bäder zur Schmerzlinderung, Beruhigung und Entspannung bei verkrampfter Muskulatur und zur Durchblutungssteigerung. Heublumenbäder, -wickel und -umschläge gelten in der Volksmedizin als abwehrkräftestärkend, wobei der Effekt nicht nur den Heublumen, sondern auch der Wärme zugeschrieben wird. Heublumensäcke, die über kochendem Wasser erhitzt werden, setzen beim Auflegen auf die Haut Cumarine und ätherische Öle frei, die schmerzlindernd wirken und das Bindegewebe elastischer machen. Heublumentee wird wegen seiner beruhigenden Wirkung und positiven Effekte auf Erkältungsbeschwerden, Verdauungsprobleme und Schlafstörungen geschätzt. In der Naturkosmetik werden Heublumen ebenfalls verwendet, um die Haut zu pflegen und zu regenerieren.

## Heilende Wirkung
Die heilende Wirkung von Heublumen basiert auf ihrer Zusammensetzung aus verschiedenen Pflanzenstoffen wie Cumarin, Flavonoiden, ätherischen Ölen und Gerbstoffen. Diese Inhaltsstoffe haben entzündungshemmende, durchblutungsfördernde und schmerzlindernde Eigenschaften. Heublumen werden traditionell zur Linderung von Gelenk- und Rückenschmerzen, Verspannungen, Arthrose, Sodbrennen und Gastritis eingesetzt. Als Badezusatz werden sie bei Menstruations- und Wechseljahrsbeschwerden empfohlen und können bei Schwangerschaftswehen entspannend wirken. Der aromatische Duft der Heublumen trägt zudem zur mentalen Entspannung bei und kann die Stimmung heben.
Allergiker sollten auf die Zusammensetzung der Heublumen achten, da sie auf Pollen und Gräser reagieren könnten.

## Kulinarik

### Verwendung in der Küche
In der Küche finden Heublumen auf vielfältige Weise Verwendung. Sie können beispielsweise in der Herstellung von Käse eingesetzt werden, wo sie dem Produkt ein unverwechselbares Aroma verleihen. Der Heublumenkäse ist ein Beispiel dafür, wie das zarte Heublumenaroma den Geschmack des Käses bereichert und ihm eine Note von Honig, Blumen und jungem Holz verleiht.
Darüber hinaus werden Heublumen in der Herstellung von Miso verwendet, einer fermentierten Würzpaste, das in der asiatischen Küche weit verbreitet ist. Ein Heublumen-Miso wird als frisch-blumig im Geschmack beschrieben und kann klassisch zu Spargel als „Miso hollandaise“ und „Miso Mayonnaise“ oder zu anderen Gerichten, bei denen ein helles Miso harmoniert, verwendet werden.
Auch in der Zubereitung von Sorbets und Suppen können Heublumen eine Rolle spielen. Ein Heublumen-Sorbet mit Schokoladenminze oder eine kräftig gewürzte Heublumensuppe sind Beispiele für die kreative Verwendung von Heublumen in der Dessert- und Suppenküche.

### Geschmack und Aroma
Das Aroma von Heublumen ist komplex und erinnert an frisch gemähtes Heu und blühende Wiesen. Es wird durch die Mischung verschiedener Pflanzenstoffe wie Cumarin, ätherische Öle, Flavonoide und Gerbstoffe geprägt. Diese Stoffe verleihen Heublumen ein feines, krautiges Aroma, das in der kulinarischen Anwendung als frisch und blumig beschrieben wird. In der Küche können Heublumen daher dazu beitragen, Gerichten eine besondere Note zu verleihen, die an die Frische und Vielfalt einer Bergwiese erinnert.